# Michael Seaton
Michael Joseph Arantes Seaton (Spanish Town, 1º maggio 1996) è un calciatore giamaicano, attaccante del Template:Fc Obermais.

## Carriera

### Nazionale
Ha partecipato ai Mondiali Under-20 del 2015 ed alla CONCACAF Gold Cup del medesimo anno.